# Haematopota montisdraconis
Haematopota montisdraconis är en tvåvingeart som beskrevs av Usher 1965. Haematopota montisdraconis ingår i släktet Haematopota och familjen bromsar. Inga underarter finns listade i Catalogue of Life.